# Jacobin Yarro
Jacobin Yarro est un acteur et metteur en scène camerounais né le 13 novembre 1952 et mort le 17 décembre 2023. Pionnier du théâtre moderne au Cameroun, il est le fondateur de la troupe l'Atelier Cocrad.

## Biographie
Jacobin Yarro fait ses premiers pas sur scène dans le milieu des années 70. Il faisait alors des sketches à l'école. Comme il n’existait aucune formation professionnelle de comédien au Cameroun, il a dû apprendre tout seul. En 1988, il est quand même parti étudier au Canada où il a reçu une formation d'art dramatique à l'Université de Montréal. De plus, sur les bancs de l'université camerounaise, il a étudié la langue et la littérature française.
Pour monter ses projets, il est aidé par le Centre culturel français du Cameroun qui lui apporte une aide technique. Cette institution lui a aussi permis de travailler avec des artistes et techniciens français. La France est le seul pays à le soutenir, car le Cameroun ne déploie pas de grands moyens pour soutenir la culture.
Il est le fondateur de la troupe de théâtre l’Atelier Cocrad (Collectif des créateurs d'art dramatique) à Douala. C'est dans cette association que Jacobin forme 20 à 22 comédiens. À sa création, elle est seulement soutenue par le Théâtre pour le développement, qui travaille avec des fonds d’aides internationaux.
Après avoir joué Négrerrances de José Pliya au Festival international de théâtre et de marionnettes de Ouagadougou (FITMO), il commence l'adaptation de romans français sur les scènes camerounaises.
Considéré comme l'un des meilleurs acteurs et metteurs en scène du Cameroun, les réalisateurs africains l'appellent pour donner des conseils sur les plateaux de tournage. En 2018, il est engagé pour le long métrage Coup de foudre à Yaoundé de Mason Ewing en tant que directeur artistique. Il y dirige des acteurs de son pays tels que Martin Poulibé, Blanche Bilongo, Stéphane Tchonang ou encore Marie Laetitia Manga, mais aussi les acteurs français Milan Ewing, Baba Wild, Jean-Rémy Martinez et Arthur Deloffre.
Il meurt le 17 décembre 2023 à Yaoundé.

## Filmographie

### Cinéma

#### Courts métrages
- 2011 : Inside bottle d'Amadou Bouna Guazong : Loutsé
- 2012 : Douglas & Co (La Voiture noire) de Pascaline Ntema
- 2016 : Walls de Narcisse Wandji : Richard Méka

#### Longs métrages
- 2013 : Touni Bush de Pascaline Ntema : l’abbé Ntema
- 2013 : 139… Les Derniers Prédateurs de Richard Djif : Nirien
- 2014 : W.A.K.A de Françoise Ellong
- 2014 : Seuls ceux qui aiment de Hervé Harding Guiffo

### Télévision

#### Série télévisée
- 2015 : Le Refuge de Cyrille Masso : le père Lamy

### En tant que directeur artistique
- 2017 : Mary-Jane de Frank Olivier Ndema (court métrage)
- 2019 (non sorti) : Coup de foudre à Yaoundé de Mason Ewing

## Théâtre

### Mises en scène
- 2004 : Le Complexe de Thénardier de Joseph Pliya
- 2006 : On va faire comment ? de Narcisse Kouokam, pendant les RETIC[6]
- 2011 : Le roi se meurt d'Eugène Ionesco
- 2013 : La Chute d’Albert Camus
- 2014 : Trois prétendants, un mari de Guillaume Owona Mbia
- 2015 : Tant que durera l'homme de Jacobin Yarro
- 2017 : Tombeau de Léonora Miano
- 2019 : Le Mariage de Miche de Narcisse Kouokam pour ses 35 ans de carrière[7]

### Comédien
- 2001 : Négrerrances de José Pliya, mise en scène Pascal Nzonzi